# Мохеганы

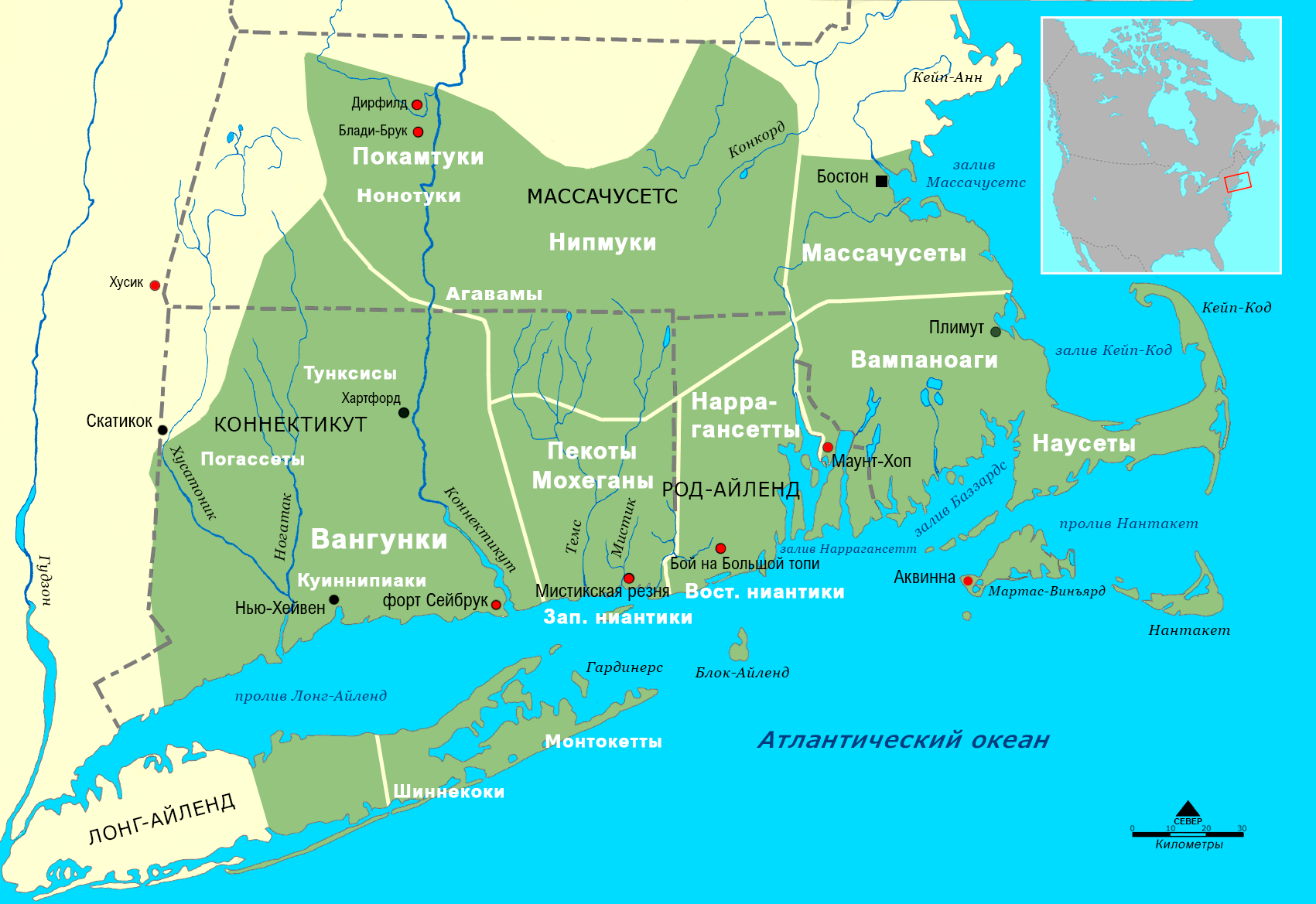
Карта расселения индейских племён в южной Новой Англии на 1600 год

Мохеганы (мохеган) — алгонкинский народ, индейское племя обитающее в верховьях реки Темс на востоке современного штата Коннектикут США. Используемый язык пекот-мохеган, алгонкинской семьи утрачен в начале ХХ века . Потомки мохеганов, ассимилированная метисная группа, на начало ХХI века численностью порядка 150 человек, проживает в районе города Норуич, штата Коннектикут США 

## История
До контакта с европейцами в начале XVII века мохеганы были единым народом с племенем пекотов до раскола 1633 года, когда мохеганы отделились под предводительством сахема Ункаса, затем на короткое время попали под власть пекотов, которые были полностью разгромлены европейскими колонизаторами в 1637 году.
Несмотря на сходство названий, мохеганы — иное племя, чем родственные им могикане. Адриан Блок, один из первых европейцев, познакомившийся с местными племенами, объединял оба племени под общим названием Morhicans, Mahicans, Mahikanders, Mohicans, Maikens.
Мохеганы были союзниками англичан, но это не уберегло их от общей для всех племён Новой Англии печальной судьбы. После войны Короля Филипа (1675-1677), даже несмотря на включение ими в свой состав части разбитых наррагансеттов, войны и эпидемии сократили их численность до менее чем 1 тысячи человек. Долги английским купцам вынудили их продавать земли, и к 1721 году у них осталось только около 16,2 кв. км. земли вдоль реки Темс. После смерти последнего сахема мохеган Бена-Ункаса II в 1769 году мохеганы утратили остатки племенных земель, переданных в 1774 году под управление правительства Коннектикута. Английские миссионеры никогда не добивались успехов в обращении мохеган в христианство, и лишь пресвитерианский священник-мохеганин Самсон Оккам, проповедовавший среди них в 1773 году, обратил в христианство около 300 мохеган (около половины племени) и организовал их в «братские посёлки», жителей которых позже назвали индейцами Бразертауна или бразертонами (англ. Brotherton), включавших помимо составлявших костяк мохеган также и части других алгонкинских племён западной части Коннектикута и острова Лонг-Айленд. Оккам уговорил свою паству принять приглашение племени онайда поселиться в их стране, и первая группа переселилась в 1775 году, а полностью переселение было завершено в 1788 году. В 1802 году к бразертонам из Коннектикута присоединились бразертоны из делаварского племени унами, выходцы из Нью-Джерси. В 1822 году бразертоны продали свои земли в Нью-Йорке и в 1834 году переселились с онейда и стокбриджами (могиканами) на север Висконсина. Некоторые из бразертонов соединились со стокбриджами, и ныне их потомки являются членами резервационной общины стокбриджей. Остальные бразертоны в Висконсине до сих пор не имеют официального признания.
На востоке Коннектикута к 1790 году осталось только 200 мохеган, когда их последние земли площадью 9,3 км² были поделены на индивидуальные наделы, а излишки стали сдаваться внаём белым, но в 1861 году Коннектикут захватил незанятые земли и продал их без согласия мохеган (по поводу чего ныне мохеганами подан судебный иск). Переписью 1850 года в Коннектикуте зарегистрировано 400 мохеган, а переписью 1910 года — только 22 человека, хотя их реальная численность была тогда гораздо выше. В 70-е годы XX века они реорганизовались как племя, которое было признано на федеральном уровне в марте 1994 года, когда их насчитывалось 972 человека. В том же году Конгресс США принял Закон об урегулировании земельных претензий племени. Власти США передали в доверительное управление мохеганам более 2 км² земель в округе Нью-Лондон. В настоящее время племя владеет четвёртым по величине в мире казино Mohegan Sun в городе Анкасвилл, штат Коннектикут, и казино в Покано-Даунс, штат Пенсильвания. В 2003 году в племени было 1611 зарегистрированных членов.